# Macrurohelea fuscipennis
Macrurohelea fuscipennis är en tvåvingeart som beskrevs av Gustavo R. Spinelli och Eileen D. Grogan 1990. Macrurohelea fuscipennis ingår i släktet Macrurohelea och familjen svidknott. Inga underarter finns listade i Catalogue of Life.